# Route départementale 751 (Alpes-de-Haute-Provence)
Pour les articles homonymes, voir Route départementale 751.
La route départementale 751, abrégée en RD 751 ou D 751, est une des routes des Alpes-de-Haute-Provence en France, qui relie Clamensane au hameau de Reynier, situé sur la commune de Bayons.

## Tracé de Clamensane à Reynier
- Clamensane
- Hameau de Reynier (commune de Bayons)